# أبو سلمة بن عبد الرحمن بن عوف
أبو سلمة بن عبد الرحمن بن عوف (22 هـ - 94 هـ) تابعي، وأحد رواة الحديث النبوي، وأحد فقهاء المدينة السبعة من التابعين، والقاضي عليها من سنة 48 هـ إلى 54 هـ، وابن الصحابي عبد الرحمن بن عوف أحد العشرة المبشرين بالجنة.

## سيرته وأسرته
اختُلف في اسم أبي سلمة، فقيل اسمه عبد الله، وقيل إسماعيل، وقيل اسمه هو كُنيته. وأبو سلمة هو ابن عبد الرحمن بن عوف بن عبد عوف بن الحارث من بني زُهرة بن كلاب أخوال النبي محمد، وأمه تماضر بنت الأصبغ بن عمرو من بني كلب من قُضاعة من أهل دومة الجندل، وهي أول كلبية يتزوجها قُرشي. وقد أرضعته أم كلثوم بنت أبي بكر، فكانت بذلك عائشة بنت أبي بكر خالته من الرضاعة.
حين تولّى سعيد بن العاص إمرة المدينة في ولايته الأولى سنة 48 هـ، اختار أبا سلمة قاضيًا عليها، فظل على قضائها إلى أن عُزل سعيد سنة 54 هـ.
أنجب أبو سلمة بن عبد الرحمن الحسن والحسين وأبا بكر وعبد الجبار وعبد العزيز ونائلة وسالمة وأمهم أم الحسن بنت سعد بن الأصبغ بْن عَمْرو الكلبية، وأم كلثوم الكبرى التي تزوجها بشر بن مروان وأم عبد الله وتماضر الصغرى وأسماء وأمهم بريهة بنت عبد الرحمن بن عبد الله الزُهري، وسلمة وتماضر الكبرى وعبد الملك وأم كلثوم الصغرى وعمر وأمهاتهم أمهات أولاد.
وقد توفي أبو سلمة بالمدينة سنة 94 هـ، وعمره 72 سنة.

## روايته للحديث النبوي
- روى عن: أسامة بن زيد وعبد الله بن سلام وأبو أيوب الأنصاري وعائشة بنت أبي بكر وأم سلمة وابنتها زينب بنت أبي سلمة وأم سليم بنت ملحان وأبي هريرة وأبي أسيد الساعدي ومعيقيب بن أبي فاطمة الدوسي والمغيرة بن شعبة وعثمان بن عفان وحسان بن ثابت وثوبان مولى النبي محمد وحمزة بن عمرو الأسلمي وربيعة بن كعب الأسلمي وعبد الله بن عمرو بن العاص وعبد الله بن عباس وعبد الله بن عمر بن الخطاب وجابر بن عبد الله بن عمرو بن حرام وزيد بن خالد الجهني ونافع بن عبد الحارث الخزاعي وبسر بن سعيد وجعفر بن عمرو بن أمية الضمري وعروة بن الزبير وعطاء بن يسار[3] وأنس بن مالك وحمران بن أبان ورافع بن خديج ورواد الليثي وزيد بن ثابت وسالم مولى المهري وسعيد بن زيد وسلمان بن صخر والشريد بن سويد الثقفي وعبد الله بن إبراهيم بن قارظ وعبد الله بن عدي بن الحمراء وعبد الرحمن بن أبي سعيد الخدري وعمر بن عبد العزيز وعمرو بن رافع مولى عمر بن الخطاب وكريب مولى ابن عباس ومحمد بن إياس بن البكير الليثي ومعاوية بن الحكم السلمي ومعاوية بن أبي سفيان والمغيرة بن شعبة ويزيد بن نعيم بن هزال الأسلمي وأبي الدرداء وأبي سعيد الخدري وأبي سفيان بن سعيد بن المغيرة بن الأخنس بن شريق الثقفي وأبي قتادة الأنصاري وفاطمة بنت قيس الفهرية.[2]
- روى عنه: ابنه عمر بن أبي سلمة بن عبد الرحمن وابن أخيه سعد بن إبراهيم وابن أخيه عبد المجيد بن سهيل وابن أخيه زرارة بن مصعب وعروة بن الزبير وعراك بن مالك الغفاري والشعبي وسعيد المقبري وعمرو بن دينار وعمر بن عبد العزيز ونافع مولى ابن عمر والزُهري ويحيى بن أبي كثير وسلمة بن كهيل وبكير بن الأشج وسالم أبو النضر وأبو الزناد وأبو طوالة عبد الله بن عبد الرحمن بن معمر بن حزم الأنصاري وصفوان بن سليم وعبد الله بن الفضل الهاشمي وعبد الله بن أبي لبيد وشريك بن عبد الله بن أبي نمر وأبو حازم الأعرج وصالح بن محمد بن زائدة الليثي وعبد الله بن محمد بن عقيل بن أبي طالب وهشام بن عروة ويحيى بن سعيد الأنصاري وأخوه عبد ربه بن سعيد الأنصاري وعثمان بن أبي سليمان بن جبير بن مطعم ومحمد بن أبي حرملة ومحمد بن عمرو بن علقمة ونوح بن أبي بلال[3] وإسماعيل بن أمية والأسود بن العلاء بن جارية الثقفي وجعفر بن ربيعة والجلاح أبو كثير والحارث بن عبد الرحمن القرشي وأبو يونس الحسن بن يزيد القوي وحصن الدمشقي وأبو صخر حميد بن زياد المدني وداود بن أبي عاصم بن عروة بن مسعود الثقفي وسعيد بن خالد القارضي وسعيد بن زياد الأنصاري وسلمة بن صفوان الزرقي وسليمان الأحول وصالح بن أبي حسان المدني وصخر بن عبد الله بن حرملة وصخر بن أبي غليظ المدني وعبد الله بن فيروز الداناج وعبد الله بن يزيد مولى الأسود بن سفيان وعبد الرحمن بن هرمز وعبد الرحمن بن وردان الغفاري وعبد الملك بن عمير وعبيد الله بن أبي جعفر المصري وعتبة بن مسلم المدني وعطاء بن السائب وعمار الدهني وعمر بن الحكم بن ثوبان وعمران بن أبي أنس وغيلان بن أنس الكلبي وكثير بن أبي كثير مولى ابن سمرة ومحمد بن إبراهيم بن الحارث التيمي ومحمد بن عبد الرحمن بن ثوبان ومحمد بن عبد الرحمن مولى بني زهرة ومحمد بن عبد الرحمن مولى آل طلحة ومصعب بن محمد بن شرحبيل والمنذر بن أبي المنذر المدني وموسى بن عقبة وهلال بن علي بن أسامة والوليد بن عبد الله بن جميع ويزيد بن عبد الله بن قسيط وأبو بكر بن حفص بن عمر بن سعد بن أبي وقاص وأبو بكر بن محمد بن عمرو بن حزم وأبو بكر بن المنكدر وأبو سعد البقال.[2]
- الجرح والتعديل: قال ابن سعد: «كان ثقة، فقيهًا، كثير الحديث»،[3][4][6] وعدّه في رجال الطبقة الثانية من أهل المدينة.[2] كما قال عنه أبو زرعة الرازي: «ثقة، إمام»،[3][4] وقد روى له الجماعة.[4]

## مكانته الدينية
قال مالك: «كان عندنا من رجال أهل العلم، اسم أحدهم كنيته منهم أبو سلمة»، وقال الزُهري: «أربعة من قريش وجدتهم بُحورًا سعيد بن المسيب وعروة بن الزبير وأبو سلمة بن عبد الرحمن وعبيد الله بن عبد الله»، وقال الذهبي: «كان طلاّبةٌ للعلم، فقيهًا، مجتهدًا كبير القدر، حُجّة».